# Asteia nudiseta
Asteia nudiseta är en tvåvingeart som beskrevs av Curtis W. Sabrosky 1947. Asteia nudiseta ingår i släktet Asteia och familjen smalvingeflugor. Inga underarter finns listade i Catalogue of Life.